# Josef Rickenbacher
Josef Rickenbacher (* 7. Februar 1925 in Steinen SZ; † 23. Juli 2004 in Arth SZ) war ein Schweizer Bildhauer.

## Biografie
Josef Rickenbacher absolvierte eine Steinbildhauerlehre an der Kunstgewerbeschule in Luzern und ergänzte seine Ausbildung in Bern und bei den Bildhauern Karl Geiser und Albert Schilling. 1949 übernahm er das Atelier in Zug, in dem der österreichische Bildhauer Fritz Wotruba während seines Exils in der Schweiz von 1939 bis 1945 gearbeitet hatte. 1955 heiratete er Anna Reichlin. Nach 1958 liess er ein neues Atelier neben seinem Wohnhaus in Steinen bauen.

## Ehrungen
- 1983: Kulturpreis des Kantons Schwyz.

## Werke

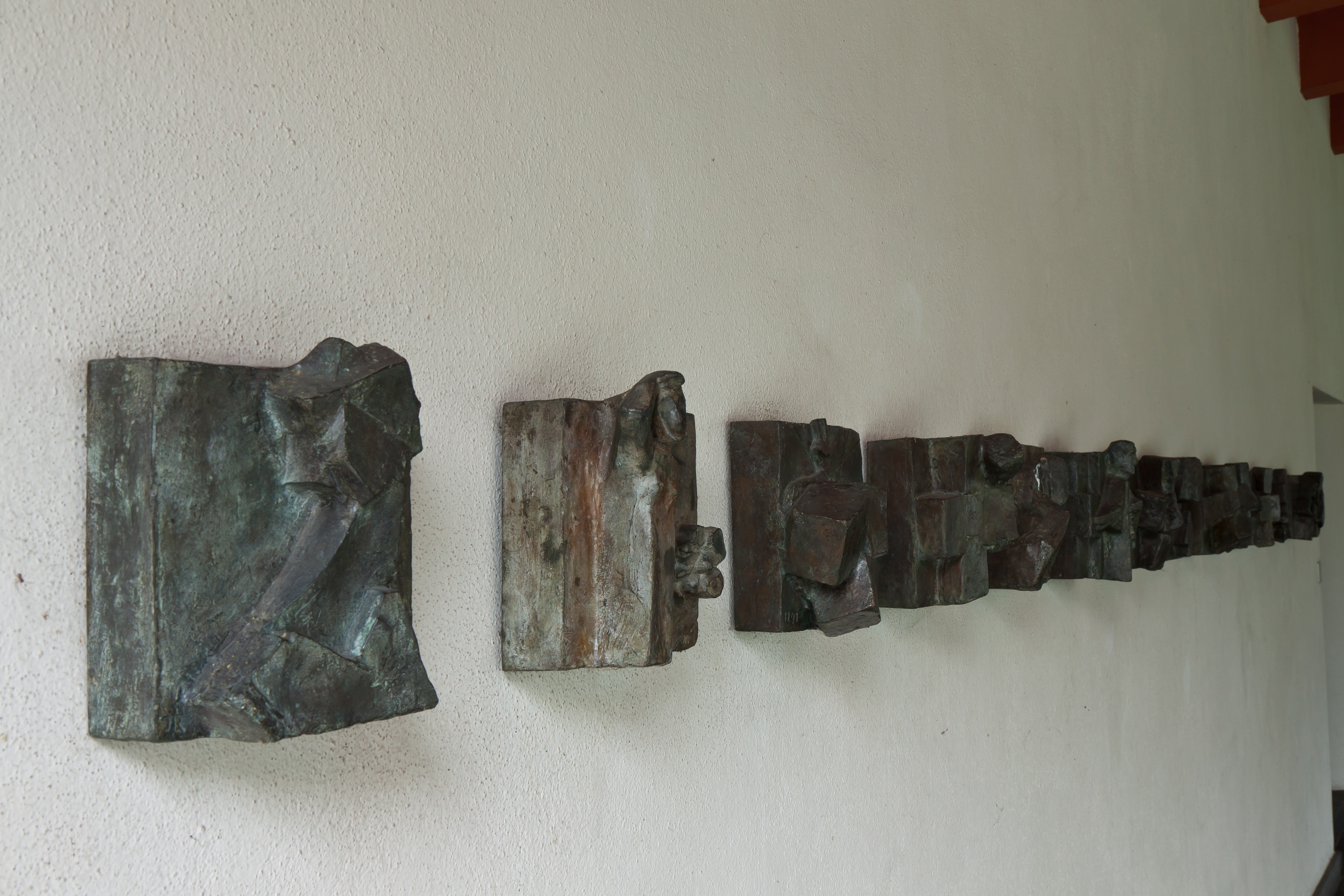
Eidgenössischer Kreuzweg, 1985

Rickenbacher entwarf künstlerische Gestaltungskonzepte und Ausstattungselemente für zahlreiche Kirchen in der Schweiz. Mehrmals unterstützte er die Neugestaltung von Kirchenräumen im Rahmen der Liturgiereform nach dem Zweiten Vatikanischen Konzil. Ausserdem schuf er Objekte für den öffentlichen Raum wie Grabskulpturen, Grabkreuze, Plastiken und Monumentalkreuze.
Auswahl:

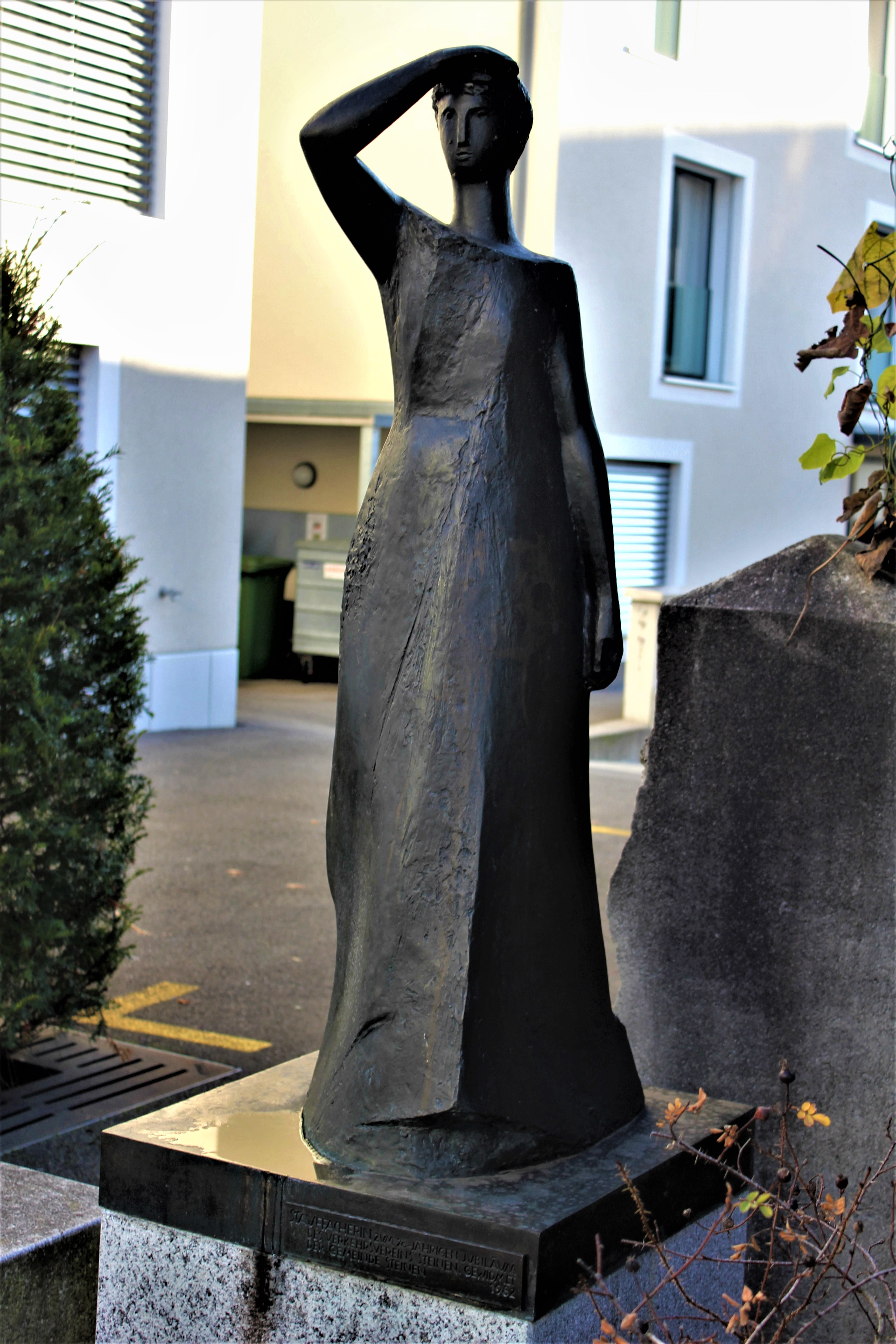
Stauffacherin-Denkmal, 1976

- Kreuzweg, Kirche St. Michael, Zug, 1952
- Muttergottes, Tabernakel und Taufsteindeckel, Kirche Heiliggeist, Suhr, 1960
- Skulptur St. Josef, Pfarrkirche St. Josef, Schlieren, 1960
- Gestaltungskonzept Altarraum, Zentrum St. Michael, Bettmeralp, 1973
- Stauffacherin-Denkmal, Steinen, 1976 (eingeweiht 1983)
- Künstlerisches Konzept, Altar, Ambo, Tabernakel, Taufstein, Kerzenständer und Ewiges Licht, Pfarrkirche, Richterswil, 1977
- Tabernakel und Altarkreuz, Liebfrauenkirche, Zürich, 1980
- Madonna mit Kind, am Fuss des Matterhorns, Zermatt, 1983
- Brunnenfigur, Einsiedeln
- Eidgenössischer Kreuzweg, Bundesbriefmuseum, Schwyz, 1985
- Gestaltung des Altarraums, Kirche St. Antonius, Hirzel, 1990
- Hl. Bernhard, auf dem Matterhorn, Zermatt, 1990
- Seppli, Denkmal, Zermatt, 1990
- Entfaltung, Lehrerseminar, Rickenbach SZ
- Chorraum mit Altar, Kreuz und Ambo, Pfarrkirche, Seewen SZ